# Füsilier-Regiment „Graf Roon“ (Ostpreußisches) Nr. 33
Das Füsilier-Regiment „Graf Roon“ (Ostpreußisches) Nr. 33 war ein Infanterieverband der Preußischen Armee, aber ursprünglich Teil der schwedischen Armee von 1749 bis 1815.

## Formationsgeschichte
Am 6. März 1749 unterzeichnete König Friedrich I. von Schweden den Auftrag für den Grafen Gabriel Spens über die Errichtung eines Regiments der Infanterie zu acht Kompanien in zwei Bataillonen. 1766 wurde das Regiment auf zwölf Kompanien vermehrt. Nach der Besetzung Schwedisch-Vorpommerns durch die Franzosen 1812, wurde das Regiment am 5. März 1812 entwaffnet. Am 3. Juli 1812 wurden die Mannschaften, soweit es sich um Landeskinder handelte, entlassen, alle übrigen wurden zu Kriegsgefangenen. Das Regiment wurde am 11. März 1813 durch Einziehen der Entlassenen und Einstellung von Ersatzmannschaften wiederhergestellt. In Folge des Vollzugs der Besitzergreifungsurkunde für Schwedisch-Pommern durch Friedrich Wilhelm III. am 19. September 1815 wurde das Regiment am 23. Oktober 1815 unter seinem Inhaber Hermann von Engelbrechten, dessen Namen es weiterhin führte, gleichzeitig mit dem Leib-Regiment „Königin“ in die Preußische Armee übernommen. Beide Regimenter wurden unter von Engelbrechten am 13. Dezember 1815 zum neuen 33. Infanterie-Regiment vereinigt. Im Januar 1816 bildete das Leib-Regiment „Königin“ das I. Bataillon und die 9. und 10. Kompanie, sowie das Regiment „Engelbrechten“ das II. Bataillon und die 11. und 12. Kompanie des neuen Regiments. Eine Neuordnung erfolgte am 12. Februar 1820, wobei das I. Bataillon an das jetzige Regiment Nr. 34 abgegeben, das bisherige II. Bataillon zum I. Bataillon und das bisherige Füsilier-Bataillon zum II. Bataillon des Regiments wurde. 1859 trat das bisherige Landwehr-Stamm-Bataillon „Bartenstein“ Nr. 33 als Füsilier-Bataillon zum Regiment. Die Kompanien 13, 14 und 15 wurden am 27. September 1866 an das Infanterie-Regiment Nr. 87 abgegeben. Weiterhin ging die 4. Kompanie am 1. April 1881 an das Infanterie-Regiment Nr. 128 und die 8. Kompanie am 1. April 1887 an das Infanterie-Regiment Nr. 114. Am 2. Oktober 1893 erfolgte die Errichtung eines IV. (Halb-)Bataillons, welches am 1. April 1897 an das Infanterie-Regiment Nr. 147 abgegeben wurde.

## Feldzüge
- 1758/61 gegen Preußen im Siebenjährigen Krieg
- 1788/90 gegen Russland im Russisch-Schwedischen Krieg
- 1805/07 gegen Frankreich im Dritten und Vierten Koalitionskrieg
- 1808/10 gegen Russland im Russisch-Schwedischen Krieg
- 1813 gegen Frankreich (1 Feldbat., II. Div., Schwedisches Armeekorps) im Sechsten Koalitionskrieg

### Deutscher Krieg
Nachdem am späten Abend des 5. Mai 1866 der Mobilmachungsbefehl eingegangen war, machte das Regiment in Köln mobil. Das Ersatz-Bataillon hatte sich in Königsberg zu formieren, was zur Folge hatte, das 166 Offizier, Unteroffizier und Mannschaften mit dem Zug nach Ostpreußen verlegten. Das Regiment wurde durch Reservisten und Landwehroffiziere auf eine Kriegsstärke von 3084 Personen gebracht.
Das Regiment trat zur 16. Infanterie-Division über und erhielt am 1. Juni 1866 den Befehl nach Halle (Saale) abzurücken. Dort eingetroffen bildeten das I. und III. Bataillon gemeinsam mit dem Füsilier-Regiment Nr. 34 eine kombinierte Füsilier-Brigade unter dem Kommando von Oberst von Wegerer, der die 1. sechspfündige Batterie zugeteilt wurde. Im Verbund der Elbarmee erfolgte am 16. Juni 1866 der Einmarsch in das Königreich Sachsen. Marschziel war zunächst Meißen und am 18. Juni wurde das zuvor von der Sächsischen Armee verlassene Dresden erreicht. Nach kurzer Ruhezeit und ausgedehntem Wachdienst in der sächsischen Hauptstadt rückte die Elbarmee am 22. Juni 1866 in Böhmen ein. Die kombinierte Füsilier-Brigade formierte sich dabei aus den beiden Füsilier-Regimentern, der 1. Eskadron des Ulanen-Regiments Nr. 7 und der 5. vierpfündigen Batterie. Während der Schlacht bei Münchengrätz verblieb das Regiment in Reserve und kam nicht ins Gefecht. Auch bei Königgrätz hatte das Regiment keine Anteil am Ausgang der Schlacht, da es dort verspätet eintraf. Lediglich das I. Bataillon sowie die Batterie konnten noch zurückweichende feindliche Truppen wirksam bekämpfen.
Bereits nach dem Eintreffen in Halle (Saale) bildete das II. Bataillon gemeinsam mit dem Rheinischen Jäger-Bataillon Nr. 8, dem I. Bataillon des Hohenzollernschen Füsilier-Regiments Nr. 40, den Füsilier-Bataillonen des 2. Rheinischen Infanterie-Regiments Nr. 28 und des 7. Rheinischen Infanterie-Regiments Nr. 69, dem Königs-Husaren-Regiment Nr. 7 und der 4. vierpfündigen und er 3. reitenden Batterie des Rheinischen Artillerie-Regiments Nr. 8 die Avantgarde der Elbarmee unter dem Kommando von Oberst von Gerstein-Hohenstein. Nach dem Einmarsch in Sachsen und in Böhmen kam es am 26. Juni 1866 zum Gefecht bei Hühnerwasser, in dessen Verlauf sich die preußischen Truppen gegen die Österreicher behaupten konnten. Das Bataillon hatte zwei Tote und acht Verwundete zu beklagen, konnte aber 44 Gefangene machen. Nach einer Vorpostentätigkeit war es in der Schlacht bei Königgrätz knapp zehn Stunden ununterbrochen im Gefecht und hatte sieben Tote und 61 Verwundete zu verzeichnen. Im Anschluss an die Schlacht nahm das Bataillon an der Verfolgung und dem Vormarsch auf Wien teil, der durch die Friedensverhandlungen am 27. Juli 1866 abgebrochen wurde.
Durch den Prager Frieden hatten die preußischen Truppen die österreichischen Gebietsteile zu räumen. Daher trat das Regiment geschlossen am 2. September 1866 den Rückmarsch in die Heimat an und erreichte über Karlsbad, Gera und Zeitz am 13. September 1866 die alte Garnison. Dort wurden die Reservisten am 16. und 17. September entlassen. Am Tag darauf zog das Regiment feierlich von der Mühlheimer Heide aus in Köln ein.
Eine Kabinettsorder vom 12. Dezember 1866 verlieh für die Teilnahme am Krieg den Fahnen die Bänder des am 20. September 1866 gestifteten Erinnerungskreuzes mit Schwertern.

### Deutsch-Französischer Krieg
Im Krieg gegen Frankreich nahm das Regiment 1870/71 bei der 15. Infanterie-Division an der Schlacht bei Gravelotte, der Belagerung von Metz sowie der Schlacht bei Amiens teil. Nach Gefechten bei Bosc le Hard und Buchy war es am 23. und 24. Dezember 1870 in die Schlacht an der Hallue eingebunden. Am 3. Januar 1871 folgte die Schlacht bei Bapaume und anschließend kämpfte die 6. Kompanie am 11. Januar 1871 bei Sapignies sowie das I. und III. Bataillon am 19. Januar 1871 in der Schlacht bei Saint-Quentin.

### Erster Weltkrieg
Das Regiment wurde gemäß Mobilmachungsplan am 2. August 1914 mobilisiert. Neben dem ins Feld rückende Regiment stellte es ein Ersatz-Bataillon zu vier Kompanien, sowie zwei Rekruten-Depots auf.
Am 30. August 1918 erhielt der Verband eine eigene Minenwerfer-Kompanie, gebildet aus Teilen der Minenwerfer-Kompanie Nr. 2. Die Reste vom I. Bataillon des aufgelösten Infanterie-Regiments Nr. 373 werden am 21. September 1918 in das I. Bataillon eingegliedert.

### Verbleib
Nach Kriegsende wurde das Regiment ab dem 2. Januar 1919 in Gumbinnen demobilisiert. Am 15. Januar 1919 erfolgte zunächst aus Teilen die Aufstellung des Freiwilligen Füsilier-Regiments Nr. 33 mit Stab und I. Bataillon. Am 20. März 1919 wurde diese Formation um ein II. Bataillon erweitert und die beiden Bataillone jeweils mit einer MG-Kompanie und einer Minenwerfer-Abteilung ergänzt. Durch das ehemalige Ersatz-Bataillon stellte man eine Grenzschutz-Kompanie auf. Die Freiformationen gingen Anfang Juli 1919 im Reichswehr-Schützen-Regiment 65 sowie im Reichswehr-Infanterie-Regiment 1333 auf.
Die Tradition übernahm in der Reichswehr durch Erlass des Chefs der Heeresleitung General der Infanterie Hans von Seeckt vom 24. August 1921 die in Gumbinnen stationierte 10. und 11. Kompanie des 1. (Preußisches) Infanterie-Regiments.

## Regimentsname
| Zeitraum                           | Name                                                  |
| ---------------------------------- | ----------------------------------------------------- |
| 1749–1765                          | Spenska regementet                                    |
| 1766–1779                          | Blixenska regementet                                  |
| 1779–1796                          | Psilanderhielmska regementet                          |
| 1796–1815                          | Engelbrechtenska regementet                           |
| bis 1860                           | 33. Infanterie-Regiment (1. Reserve-Regiment)         |
| 4. Juli 1860 bis 6. Mai 1861       | Ostpreußisches Füsilier-Regiment (Nr. 33)             |
| 7. Mai 1861 bis 26. Januar 1889    | Ostpreußisches Füsilier-Regiment Nr. 33               |
| 27. Januar 1889 bis 2. Januar 1919 | Füsilier-Regiment „Graf Roon“ (Ostpreußisches) Nr. 33 |

## Garnison
| Jahr | Garnison                             |
| ---- | ------------------------------------ |
| 1749 | Stralsund                            |
| 1750 | Stralsund; Schweden                  |
| 1757 | Stralsund                            |
| 1807 | Schweden                             |
| 1810 | Stralsund                            |
| 1816 | Stettin                              |
| 1817 | Glogau; Schweidnitz; Liegnitz        |
| 1818 | Graudenz; bis 1829 auch in Thorn     |
| 1832 | Thorn                                |
| 1851 | Königsberg                           |
| 1851 | Köln                                 |
| 1871 | Danzig                               |
| 1881 | Königsberg                           |
| 1884 | Königsberg; III. Bataillon in Goldap |
| 1889 | Gumbinnen; bis 1890 auch in Goldap   |

## Regimentschefs
| Dienstgrad                          | Name                        | Datum                                 |
| ----------------------------------- | --------------------------- | ------------------------------------- |
| Oberst/Generalmajor                 | Gabriel Spens               | 23. Februar 1749 bis 1. Juni 1765     |
| Oberst/Generalmajor                 | Carl Fredrik Lillienberg    | 6. August 1765 bis 13. Dezember 1765  |
| Oberst                              | Baltzar Achates von Platen  | 8. Februar 1766 bis 20. März 1766     |
| Oberst                              | Conrad Christoph von Blixen | 20. März 1766 bis 10. Februar 1779    |
| Generalmajor/Generalleutnant        | Johan Psilanderhielm        | 10. Februar 1779 bis 19. Oktober 1796 |
| Oberst/Generalmajor/Generalleutnant | Hermann von Engelbrechten   | 19. Oktober 1796 bis 5. April 1818    |
| Generalmajor/Generalfeldmarschall   | Albrecht von Roon           | 23. April 1864 bis 23. Februar 1879   |

## Kommandeure
| Dienstgrad            | Name                                | Datum                                                    |
| --------------------- | ----------------------------------- | -------------------------------------------------------- |
|                       | Adolf Eduard von Thile              | 30. Dezember 1815                                        |
| Oberstleutnant        | Friedrich Heinrich Ludwig von Pfuel | 31. Juli 1817                                            |
|                       | Christian Friedrich von Mayer       | 30. März 1825                                            |
|                       | Ludwig Ernst Philipp von Toll       | 30. Mai 1829                                             |
|                       | Heinrich von Buddenbrock            | 30. März 1834                                            |
|                       | Julius von Craushaar                | 30. März 1840                                            |
|                       | Friedrich von Stiehle               | 31. März 1846                                            |
| Oberst                | Jakob George                        | 21. Juli 1849 bis 25. Dezember 1850                      |
|                       | Albrecht von Roon                   | 26. Dezember 1850                                        |
| Oberstleutnant/Oberst | Ludwig von Münchow                  | 26. August 1856                                          |
|                       | Albrecht Achilles von Plehwe        | 22. November 1858                                        |
|                       | Alexander von Pape                  | 29. Januar 1863                                          |
| Oberstleutnant/Oberst | August Ferdinand von Wegerer        | 09. Januar 1864 bis 11. April 1867                       |
| Oberst                | Friedrich von Arnoldi               | 11. April bis 7. August 1867 (zur Führung kommandiert)   |
| Oberst                | Friedrich von Arnoldi               | 08. August 1867 bis 17. Juli 1870                        |
|                       | Wilhelm von Henning                 | 18. Juli 1870 bis 14. April 1875                         |
| Oberstleutnant        | Wilhelm von Wülcknitz               | 15. April bis 18. Juni 1875 (mit der Führung beauftragt) |
| Oberstleutnant/Oberst | Wilhelm von Wülcknitz               | 19. Juni 1875 bis 17. Oktober 1881                       |
|                       | Hermann von Wickede                 | 18. Oktober 1881                                         |
|                       | Max von Matthiessen                 | 05. Juli 1883                                            |
|                       | Wilhelm von Romberg                 | 03. Juli 1888                                            |
|                       | Hellmuth von Schultz                | 18. November 1890                                        |
|                       | Richard Putzki                      | 05. Mai 1894                                             |
| Oberst                | Hermann Callenberg                  | 18. August 1897                                          |
| Oberst                | Paul Stephan                        | 16. Juni 1900 bis 23. April 1904                         |
|                       | Max von Bahrfeldt                   | 24. April 1904                                           |
|                       | Hans von Rohrscheidt                | 21. März 1908 bis 15. Juli 1909                          |
| Oberst                | Karl Hahn                           | 16. Juli 1909                                            |
| Oberst                | Hans Glahn                          | 16. November 1910                                        |
| Oberst                | Julius von Fumetti                  | 11. Oktober 1913 bis 20. August 1914                     |
|                       | Otto Weike                          | 21. August 1914 bis 28. August 1916                      |
| Major                 | Hans von Massenbach                 | 29. August 1916 bis 4. Februar 1917                      |
|                       | Alfred Finck                        | 05. Februar 1917 bis 14. Oktober 1918                    |
|                       | Wilhelm von Dücker                  | 15. Oktober 1918 bis Februar 1919                        |

## Uniform

Offizier und Soldat, in der Uniform des Jahres 1779
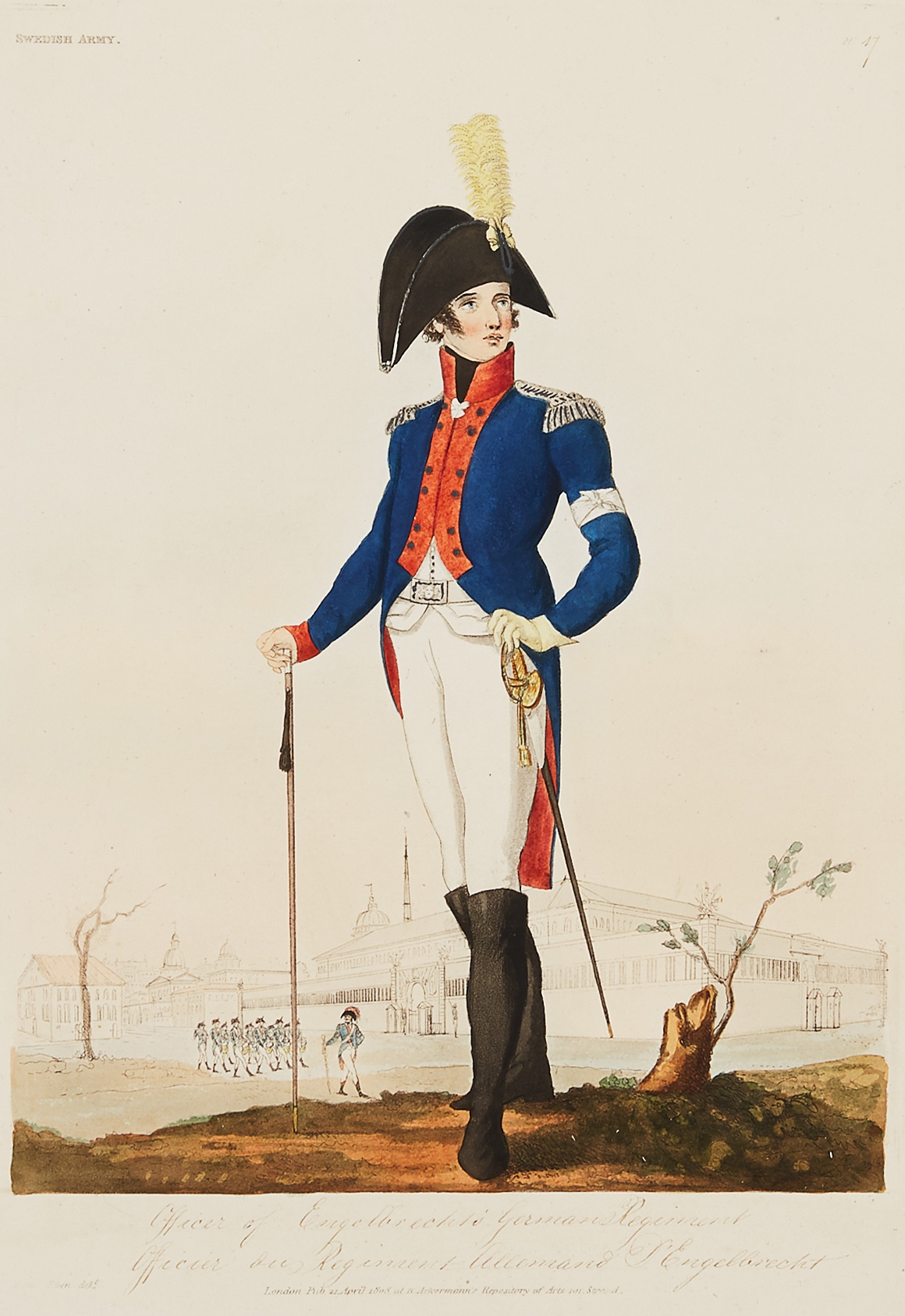
Offizier in der Uniform des Jahres 1802

Ab dem 9. Februar 1816:
- Kragen: rot
- Aufschläge: weiß
- Patte: rot
- Schulterklappe: weiß

Bunter-Rock (um 1900): rote brandenburger Ärmelaufschläge mit weißer Paspel, weiße Schulterstücke mit roten Ziffern, gelber Linien-Adler. Seit dem 5. Dezember 1865 trugen die 5. und 6. Kompanie zusätzlich am Emblem das Bandeau: „Für Auszeichnung d. vormalig Königl. Schwedischen Leib. Regt. Königin“ (ab 19. Mai 1891 alle Offiziere des FR33).